# St. Christophori (Hohenstein-Ernstthal)

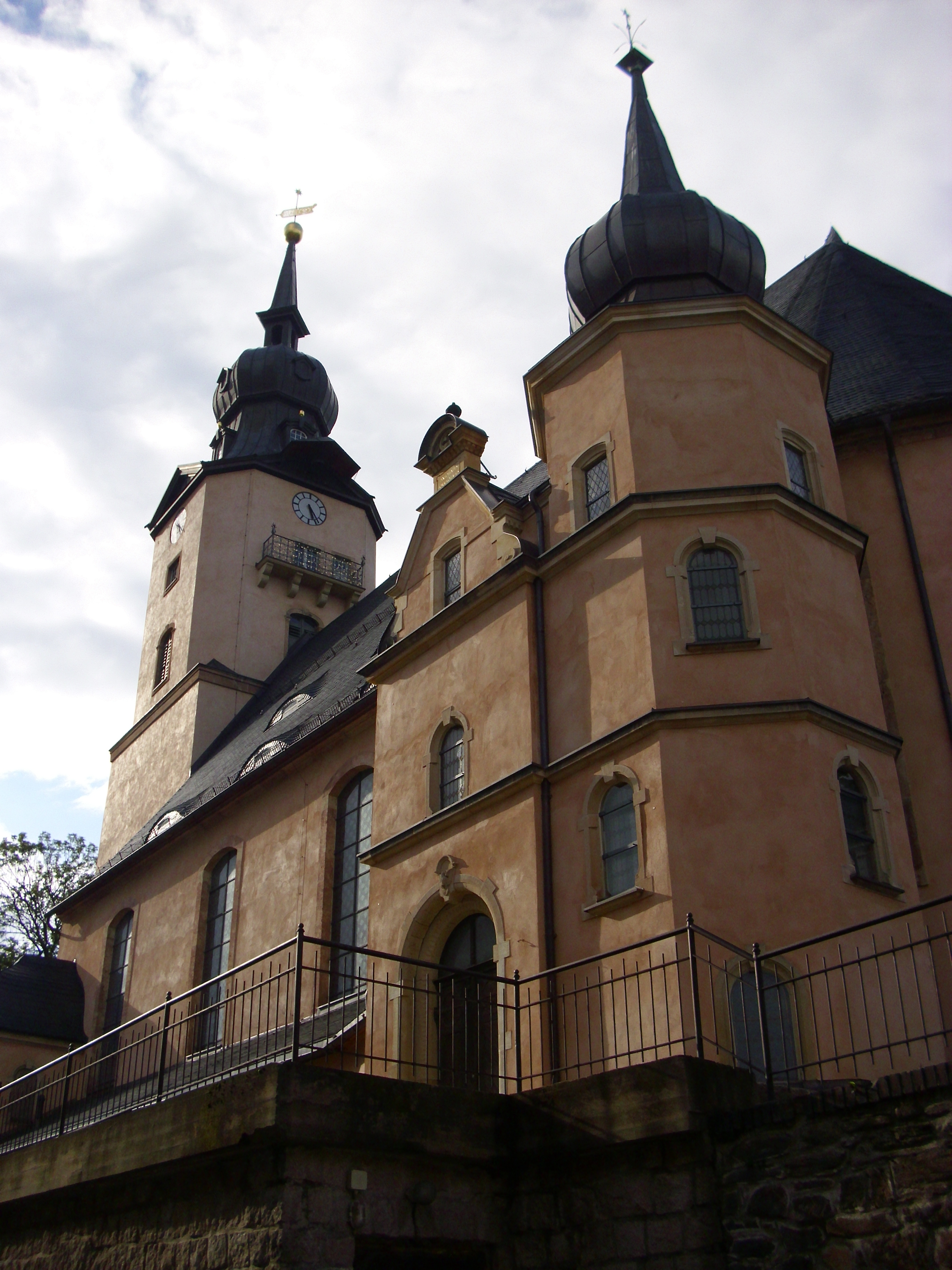
Südfassade von St. Christophori in Hohenstein-Ernstthal

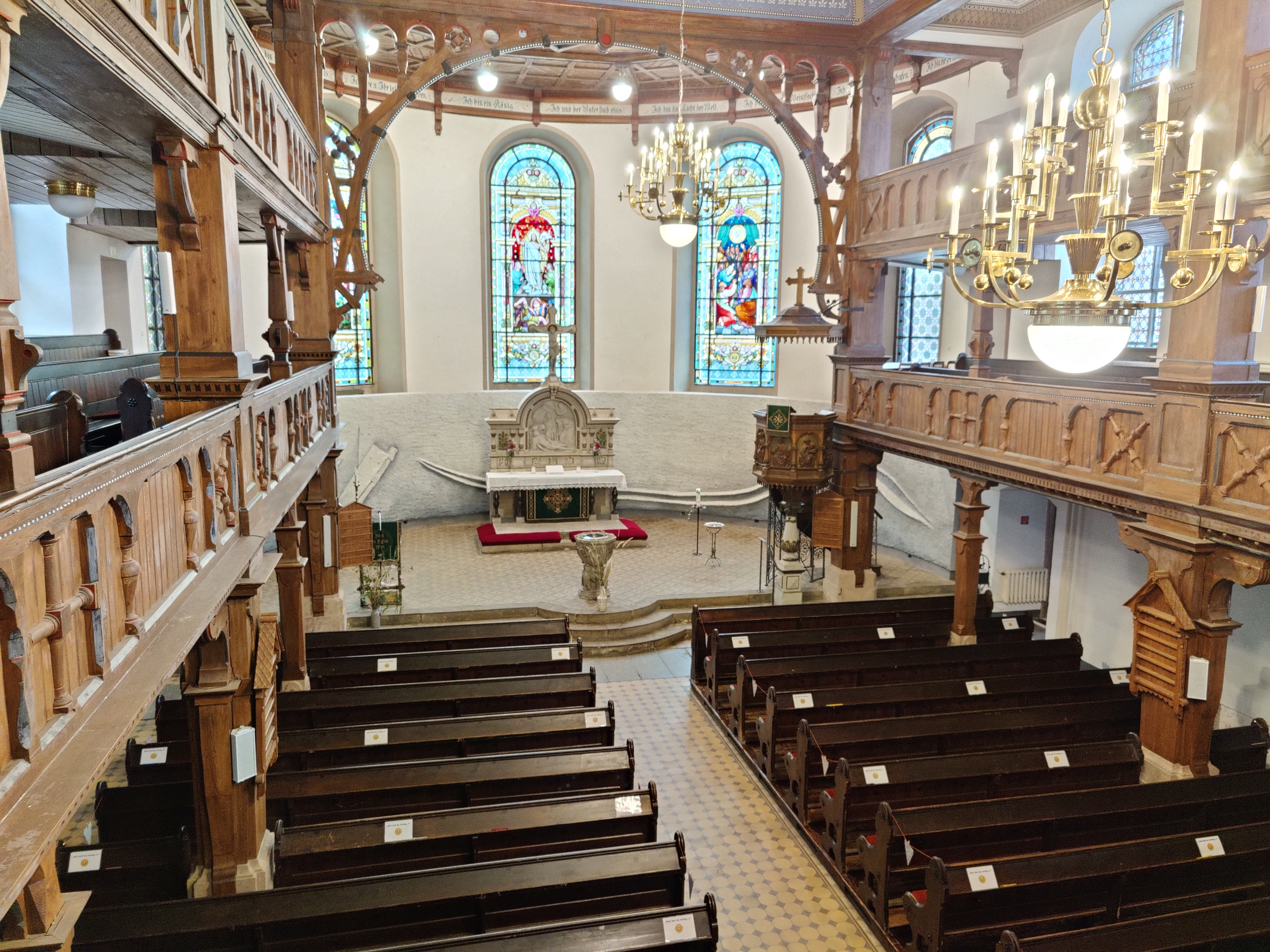
Innenansicht

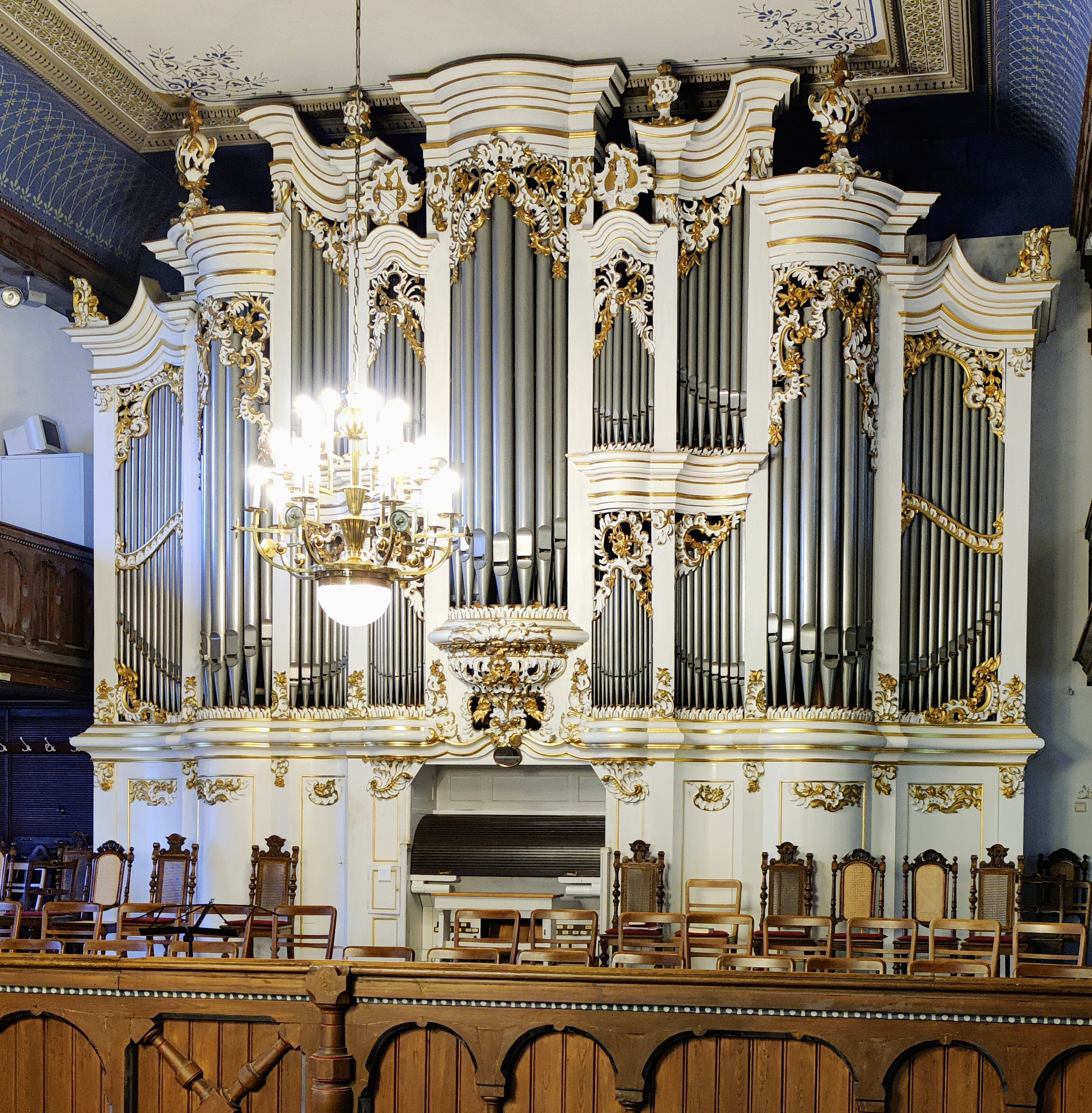
Orgel

Die evangelische Kirche St. Christophori ist eine dreischiffige Barockkirche in Hohenstein-Ernstthal im Landkreis Zwickau in Sachsen. Sie gehört zur Kirchengemeinde St. Christophori im Kirchenbezirk Zwickau der Evangelisch-Lutherischen Landeskirche Sachsens.

## Geschichte und Architektur
Das heutige Bauwerk ist eine 1756/57 erbaute Emporenhalle, die anstelle eines Vorgängerbauwerks aus dem 16. Jahrhundert nach Plänen des Ratsbaumeisters Johann Gottlieb Ohndorff aus Freiberg durch die Baumeister Chr. Wilsch von Zhun, Götze von Remse und Hennig aus Hohenstein errichtet wurde. In den Jahren 1792/93 wurde der Westturm erbaut, 1888/89 erfolgte ein Umbau nach Plänen von Gotthilf Ludwig Möckel und Christian Gottfried Schramm. In den Jahren 1986/87 wurde die Orgelempore vergrößert, eine Winterkirche eingebaut und die farbige Gestaltung aus der Zeit des Umbaus 1888/89 rekonstruiert.
Das Bauwerk ist ein Putzbau mit halbrund geschlossenem Chor, der mit einem Walmdach gedeckt ist; der Westturm trägt einen Abschluss in Zwiebelform. Am Saal finden sich mehrere Anbauten. Die Stützen von Emporen und Decken zeigen einen Stützenwechsel von dicken Pfeilern, die bis vor die Emporenbrüstungen reichen, und dünnen Pfeilern, die hinter den Brüstungen bleiben. Die Decken von Mittelschiff und Seitenschiffen sind unterschiedlich kassettiert, aber die eine wie die anderen als angedeutete Muldendecken ausgeführt. Die Unterseiten der Emporen sind schlichter. Der Chor ist vom Mittelschiff durch einen hölzernen Triumphbogen abgegrenzt. Von den Seitenschiffen gibt es keine derartige Abgrenzung. Über dem Chor ist die Decke feiner kassettiert als über Mittelschiff und Seitenschiffen; entlang der Außenwand ist sie statt mit Rundkehlen mit einem Band von Bibelsprüchen geschmückt. Drei fein gestaltete Bleiglasfenster mit Darstellungen der Weihnachts-, Oster- und Pfingstgeschichte sind erhalten.

## Ausstattung
Die Ausstattung entstand hauptsächlich in den Jahren 1888/89. Das Hauptstück ist ein Sandsteinaltar mit der Darstellung der Grablegung Christi in Relief und den Evangelistensymbolen. Die Sandsteintaufe wurde von Michael Hegewald um 1610 gestaltet. Am Fuß sind Engel in Taufkleidchen dargestellt; die Attribute sind verloren und das Becken ist ergänzt. Die Kanzel aus Holz zeigt Schnitzfiguren von Christus und den Evangelisten.
Die Orgel ist ein Werk der Firma Jehmlich aus dem Jahr 1925 mit 58 Registern auf vier Manualen und Pedal. Dabei wurde der 1776 von Johann und Michael Wagner im Rokokostil gestaltete Prospekt wiederverwendet.
Ein Torso eines Kruzifixus aus dem 15. Jahrhundert ist außerdem erhalten. Die in Relief gestaltete Chorwand mit Darstellungen des heiligen Christophorus wurde von Friedrich Press im Jahr 1985 geschaffen. Der barocke Altar mit den Schnitzfiguren von Moses und Aaron wurde von den Zwickauer Bildhauern Irmisch und Johann Friedrich Starcke im Jahr 1762 geschaffen; er ist jetzt im Pfarrhaus aufgestellt.